# Pisieu
Pisieu ist eine französische Gemeinde mit 526 Einwohnern (Stand: 1. Januar 2022) im Département Isère in der Region Auvergne-Rhône-Alpes; sie gehört zum Arrondissement Vienne und zum Kanton Roussillon.

## Geografie
Die Gemeinde Pisieu liegt etwa 20 Kilometer südöstlich von Vienne. Der Fluss Dolon begrenzt die Gemeinde im Nordosten. Umgeben wird Pisieu von den Nachbargemeinden Saint-Julien-de-l’Herms im Norden, Pommier-de-Beaurepaire im Osten, Saint-Barthélemy im Südosten und Süden, Beaurepaire im Süden und Südwesten, Revel-Tourdan im Westen sowie Primarette im Nordwesten.

## Bevölkerungsentwicklung
| Jahr                       | 1962 | 1968 | 1975 | 1982 | 1990 | 1999 | 2006 | 2012 | 2021 |
| Einwohner                  | 384  | 361  | 327  | 315  | 362  | 469  | 515  | 537  | 527  |
| Quellen: Cassini und INSEE |      |      |      |      |      |      |      |      |      |

## Sehenswürdigkeiten
- Kirche Saint-Blaise

## Gemeindepartnerschaft
Mit der spanischen Gemeinde Sant Martí de Tous in der Provinz Barcelona (Katalonien) besteht seit 1996 eine Partnerschaft.